# Astragalus dumanii
Astragalus dumanii es una especie de planta del género Astragalus, de la familia de las leguminosas, orden Fabales.

## Distribución
Astragalus dumanii se distribuye por Turquía.

## Taxonomía
Fue descrita científicamente por Ekici & Aytaç. Fue publicado en Annales Botanici Fennici 38: 171 (2001).